# Семілейське сільське поселення
Семіле́йське сільське поселення (рос. Семилейское сельское поселение) — муніципальне утворення у складі Кочкуровського району Мордовії, Росія. Адміністративний центр — село Семілей.

## Історія
Станом на 2002 рік існували Воєводська сільська рада (села Воєводське, Дурасово, селища Журловка, Свободний), Новотурдаковська сільська рада (село Нові Турдаки, присілок Новотягловка), Семілейська сільська рада (село Семілей, селища Воєводське, Примірний, Розсказово) та Старотурдаковська сільська рада (село Старі Турдаки, селища Сімбухово, Умис).
5 травня 2014 року було ліквідовано Воєводське сільське поселення та Новотурдаківське сільське поселення, їхні території увійшли до складу Семілейського сільського поселення.
24 квітня 2019 року було ліквідовано Старотурдаківське сільське поселення, його територія увійшла до складу Семілейського сільського поселення.

## Населення
Населення — 2387 осіб (2019, 2763 у 2010, 3085 у 2002).

## Склад
До складу поселення входять такі населені пункти:
| Населений пункт        | Населення, осіб (2002) | Населення, осіб (2010) |
| ---------------------- | ---------------------- | ---------------------- |
| Воєводське, село       | 319                    | 269                    |
| Воєводське, селище     | 429                    | 434                    |
| Дурасово, село         | 8                      | 7                      |
| Журловка, селище       | 16                     | 13                     |
| Нові Турдаки, село     | 525                    | 419                    |
| Новотягловка, присілок | 85                     | 60                     |
| Примірний, селище      | 124                    | 113                    |
| Розсказово, селище     | 160                    | 169                    |
| Свободний, селище      | 5                      | 4                      |
| Семілей, село          | 759                    | 721                    |
| Сімбухово, селище      | 4                      | 2                      |
| Старі Турдаки, село    | 645                    | 545                    |
| Умис, селище           | 6                      | 7                      |